# Малый Аджалык
Малый Аджалык (укр. Малий Аджалик) — река, впадающая в Аджалыкский лиман, расположенная на территории Лиманского района (Одесская область, Украина).

## География
Длина — 26 км. Площадь бассейна — 254 км². Русло реки (отметки уреза воды) в нижнем течении (пруд западнее сёл Першотравневое и Новая Ольшанка) находится на высоте 1,9 м над уровнем моря. Долина корытообразная, шириной до 1,5 км, глубиной до 20-40 м; изредка изрезана ярами и промоинами. Пойма шириной 300—500 м. Русло на протяжении почти всей длины пересыхает. На реке созданы пруды, крупнейший — западнее сёл Першотравневое и Новая Ольшанка. Северная часть лимана при впадении реки занята солончаками.
Берет начало на северной окраине села Трояндовое. Река течёт на юго-восток. Впадает в Аджалыкский лиман на западной окраине села Мещанка.
Притоки: (от истока к устью)
1. балка Широкая пр
2. Кодынцевка л
3. безымянные балки

Населённые пункты (от истока к устью):
1. Трояндовое
2. Касьяны
3. Ульяновка
4. Волковское
5. Шевченко[2]
6. Степановка
7. Конное
8. Першотравневое
9. Новая Ольшанка
10. Иваново